# Concierto para violín (Chávez)

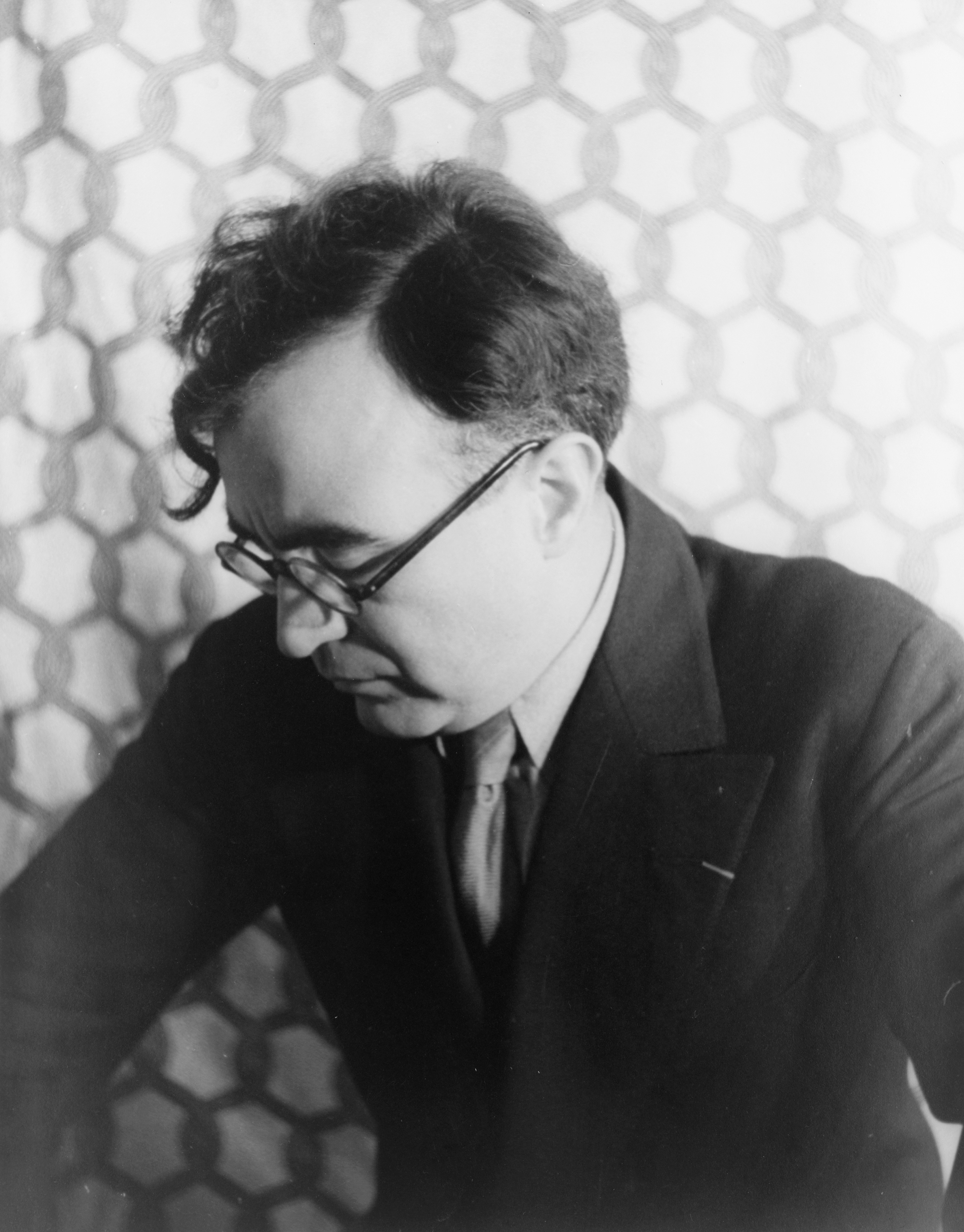
Fecha:1937-03-03Carlos Chávez,monocromático.

El Concierto para violín de Carlos Chávez es una composición musical para violín y orquesta realizada bajo pedido del gerente y publicista Murray D. Kirkwood.
Su planeación inicia en 1947 y el autor la escribe entre 1948 y 1950 para darle estreno en México el 29 de febrero de 1952 en el Palacio de Bellas Artes, con Viviane Bertolami como solista y la Orquesta Sinfónica Nacional dirigida por el propio autor.

## Sobre el autor
Carlos Chávez nació en la Ciudad de México el 13 de junio de 1899, Fue artista, creador, maestro, organizador y promotor de la cultura. Entre 1928 y 1934 dirigió el Conservatorio Nacional de Música, y de 1933 a 1934 fue jefe del Departamento de Bellas Artes de la Secretaría de Educación Pública y posteriormente primer director del Instituto Nacional de Bellas Artes y Literatura (INBAL), ahora INBA  al cual dirigió de 1947 a 1952, después de que en 1946, el Licenciado Miguel Alemán Valdés creara por Decreto Presidencial este instituto; igualmente fue director de la Orquesta Sinfónica Nacional y de El Colegio Nacional. En 1958 dio la cátedra de Poética en la Universidad de Harvard, anteriormente impartida por Stravinski, Paul Hindemith y Aaron Copland.
Sus composiciones de tinte nacionalista llevaron a  México a ser reconocido internacionalmente y dieron el inicio a la música de la modernidad en nuestro país, sus piezas tuvieron tal importancia que en 1932 fue nombrado Caballero de la Orden Nacional de la Legión de Honor por el gobierno francés.
En cuanto al nacionalismo en sus piezas, Carlos Chávez jugó un papel crucial en la construcción de un imaginario musical prehispánico, que se reflejó tanto en sus escritos como en su propia obra, dijo que específicamente sobre su música de cámara hay una inspiración de textos antiguos y textos clásicos griegos.

## Sobre la pieza

### Historia
La pieza surge como encargo del estadounidense Murray D. Kirkwood, en 1947, quien quería que Chávez escribiese un concierto para su esposa Viviane Bertolami. que era violinista.

El autor comenzó a escribir de inmediato el “Concierto para violín y orquesta”. La composición llevó un proceso que duró cerca de tres años y medio, el señor Murray tenía poco a poco los avances que el autor fue enviando en fragmentos a la violinista.
Pude soportar la espera –aclara Bertolami– debido a mi convicción de que este concierto está destinado a ocupar un lugar de honor entre las obras más importantes del repertorio violínistico. Bien vale la pena esperar cuando se trata de una música como esta, una combinación de originalidad y de innata musicalidad.
El concierto fue estrenado en México en 1952 , con Bertolami como solista y la OSN dirigida por el propio autor. Cabe destacar que este primer estreno tuvo una duración de 45 minutos. Posteriormente, la pieza tendría su estreno en los Estados Unidos el 27 de marzo de 1952 con la Filarmónica de Los Ángeles y  nuevamente Viviane como solista, para esta presentación Chávez optaría por retirar poco más de 10 minutos del material original lo que lo llevó a su duración actual.
Esta obra compuesta entre 1948 y 1950 es una importante composición escrita en un estilo moderno con muchas disonancias, pero sin abandonar la tonalidad con un fondo romántico que acompaña lo que el comitente quiso destacar al momento de pedirla para que su esposa la tocara y luciese sus habilidades musicales .

### Análisis
La obra es de amplias y notables proporciones, de equilibrio arquitectónico, a pesar de su duración, que va de los 32 a los 36 minutos. Su forma presenta un procedimiento particular, de “espejo” entre las nueve secciones que la integran a pesar de que se toca en un solo movimiento.
Esta estructura en espejo puede representarse de la siguiente manera A-B-C-D-X-D-C-B-A, donde el momento principal y de lucidez del violín se presenta a la mitad de la pieza. La separación de los tiempos se presenta a continuación donde la secuencia se nota invertida después del medio de la obra (Cadenza) en la cual la técnica y sonido del violín destacan con un solo virtuoso:
- I Largo, Allegro moderato
- II Largo
- III Scherzo
- IV Cadenza
- V Tempo primo (Scherzo)
- VI Largo
- VII Allegro moderato
- VIII Largo

La pieza adopta el nacionalismo que acompañaba a la época, los sentimientos toman un papel protagónico a través de los diferentes momentos que integran la pieza de un movimiento. De manera muy breve se analizaran los segmentos de dicha pieza.
El inicio de la obra es un suave con notas que llevaban a pensar en la nostalgia y llaman la atención del escucha con un delicado tiempo que va subiendo en intensidad para llegar al momento auge donde el violín luce en su máximo esplendor, con velocidad y notas brillantes, en términos de tempo se define como sigue, comienza un largo, un tempo lento, al que le siguen luego allegro, moderato, largo y scherzo, intercalando velocidades para darle dinamismo a la pieza hasta llegar a la cadenza central para el instrumento solista. La cadenza principal al medio de la pieza es una curiosidad formal notable que le ganó el reconocimiento del comitente a Chávez. El orden de los tempi aparece luego invertido hasta llegar al andante inicial; todo sin interrupciones, lo que hace la pieza de un solo movimiento pero conformada de diferentes secciones. El andante con que se cierra el concierto es un poderoso y emotivo clímax, de aquí surge un importante reto para el compositor, pues no es común que las piezas terminen con un final lento y que al mismo tiempo se genere tensión suficiente para concluir de manera triunfal la pieza, sin embargo, Chávez logra hacerlo con gran maestría y da un cierre perfecto a su concierto. La imitación en espejo también se manifiesta como procedimiento de composición y manipulación del material en los motivos más importantes de la obra que, a pesar de una fisonomía estricta, ofrece una sensación de libertad y fantasía en el desenvolvimiento del discurso.